# 皆川鉄也
皆川 鉄也（みながわ てつや）は、日本の元子役。
８０～９０年代にわたり、東映の特撮作品や大河ドラマに多数出演した。

## 出演作品
映画
- まってました転校生！（1985年、日活） - 下山明 役[1]

- バタアシ金魚（1990年、日本ビクター）[2]

テレビドラマ
- 巨獣特捜ジャスピオン - 第12話「神秘の大予言にサタンゴースがおびえる」（1985年、テレビ朝日） - ミツオ 役
- ママ、大変だァ!（1985年、テレビ朝日）
- 親にはナイショで…（1986年、TBS）
- 時空戦士スピルバン  - 第16話「ワーラーがひそむブクブク地底湖」（1986年、テレビ朝日） - ユウイチ 役
- 超新星フラッシュマン - 第36話「ドッキリ不思議虫」（1986年、テレビ朝日）
- 愛の嵐（1986年、泉放送制作/東海テレビ） - 川端猛（幼少期） 役
- どうぶつ通り夢ランド - 第1話「象が逃げてSOS!」（1986年、テレビ朝日）
- おもいっきり探偵団 覇悪怒組（1987年、フジテレビ） - 金成千吉 役
- ガキ大将がやってきた（1987年、TBS）
- 月曜・女のサスペンス「プライバシー殺人事件」（1988年、テレビ東京）
- もっとあぶない刑事 - 第10話「悪戯」（1988年、日本テレビ）
- 大河ドラマ（NHK）
  - 「春日局」（1989年） - 小姓 役
  - 「信長 KING OF ZIPANGU」（1992年） - ダミアン 役